# 艾克拜尔·米吉提
艾克拜尔·米吉提（Акбар Мәжит 1954年—），哈萨克族，新疆霍城人，现任中国作协出版集团管委会副主任兼《中国作家》杂志社主编。是第十一届、十二届全国政协委员，代表少数民族界，分入第四十九组。
艾克拜尔·米吉提于1976年毕业于兰州大学中文系。毕业后在伊犁州党委宣传部工作，后调北京《民族文学》编辑部工作，曾任中国作协民族文学处处长、《民族文学》副主编。艾克拜尔·米吉提于1979年开始发表文学作品，其处女作为短篇小说《努尔曼老汉和他的猎狗巴力斯》。

## 作品
| 年份   | 作品名                     | 体裁         | 简介                                   | 备注 |
| ------ | -------------------------- | ------------ | -------------------------------------- | ---- |
| 1979年 | 努尔曼老汉和他的猎狗巴力斯 | 短篇小说     | 获全国第二届即1979年度优秀短篇小说奖   |      |
|        | 哦!十五岁的哈丽黛哟        | 小说         | 获全国第二届少数民族文学创作一等奖     |      |
|        | 灰色的新楼群               | 短篇小说     | 获新疆维吾尔自治区新时期优文学作品奖   |      |
| 1984年 | 哦!十五岁的哈丽黛哟        | 中短篇小说集 | 人民文学出版社1984年出版               |      |
|        | 存留在夫人箱底的名单       |              | 新疆人民出版社1986年出版               |      |
|        | 瘸腿野马                   | 小说         | 其小说的哈文译本由民族出版社1985年出版 |      |
|        | 蓝鸽，蓝鸽                 | 小说         | 其小说的哈文译本由民族出版社1991年出版 |      |